# (400179) 2006 WO115
(400179) 2006 WO115 es un asteroide perteneciente al cinturón de asteroides, descubierto el 20 de noviembre de 2006 por el equipo del Lincoln Near-Earth Asteroid Research desde el Laboratorio Lincoln, Socorro, Nuevo México.

## Designación y nombre
Designado provisionalmente como 2006 WO115.

## Características orbitales
2006 WO115 está situado a una distancia media del Sol de 2,651 ua, pudiendo alejarse hasta 3,242 ua y acercarse hasta 2,060 ua. Su excentricidad es 0,222 y la inclinación orbital 5,476 grados. Emplea 1576,80 días en completar una órbita alrededor del Sol.

## Características físicas
La magnitud absoluta de 2006 WO115 es 17,3.